# Gustav Adolf (Mecklenburg)

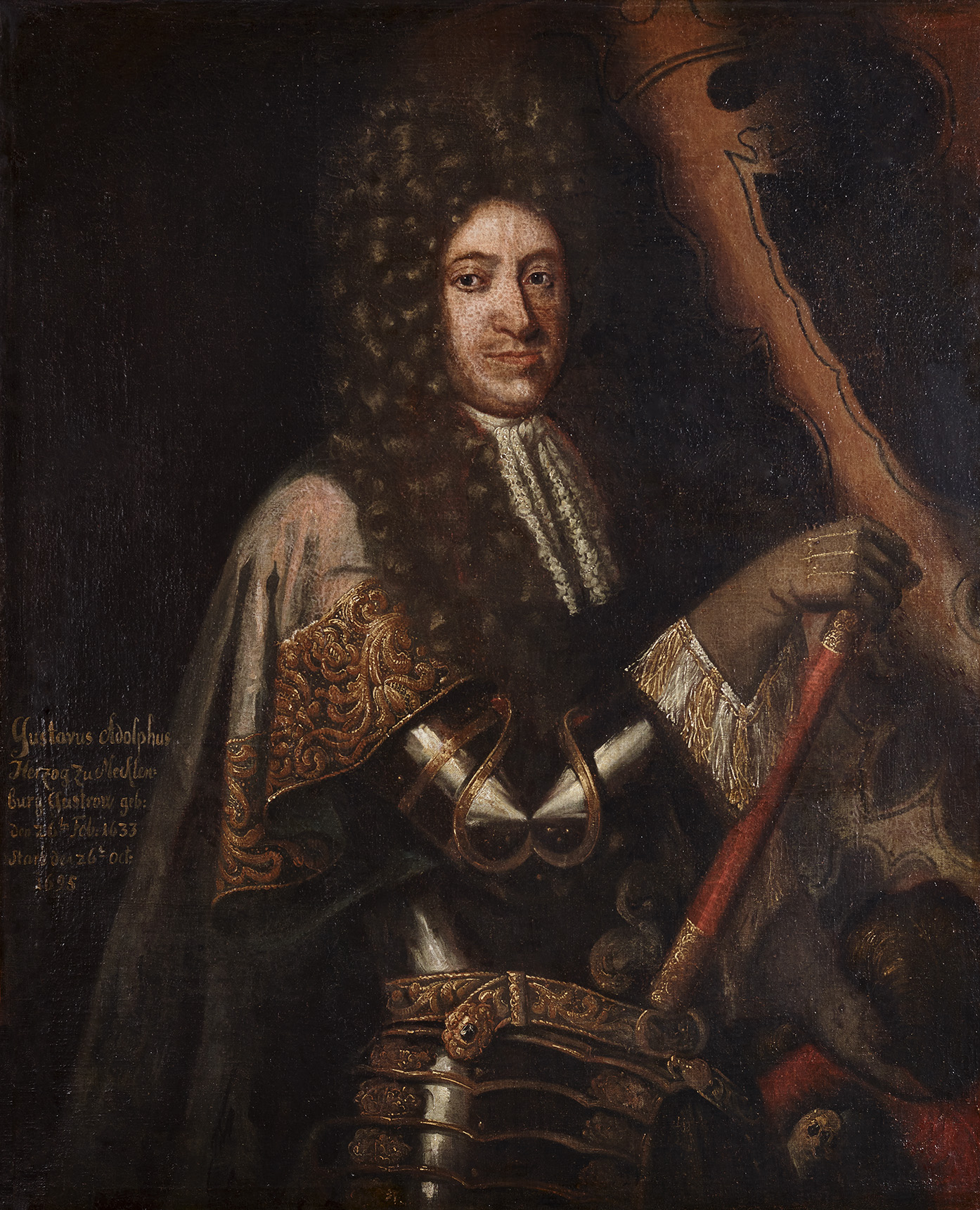
Gustav Adolf, Herzog zu Mecklenburg(-Güstrow)

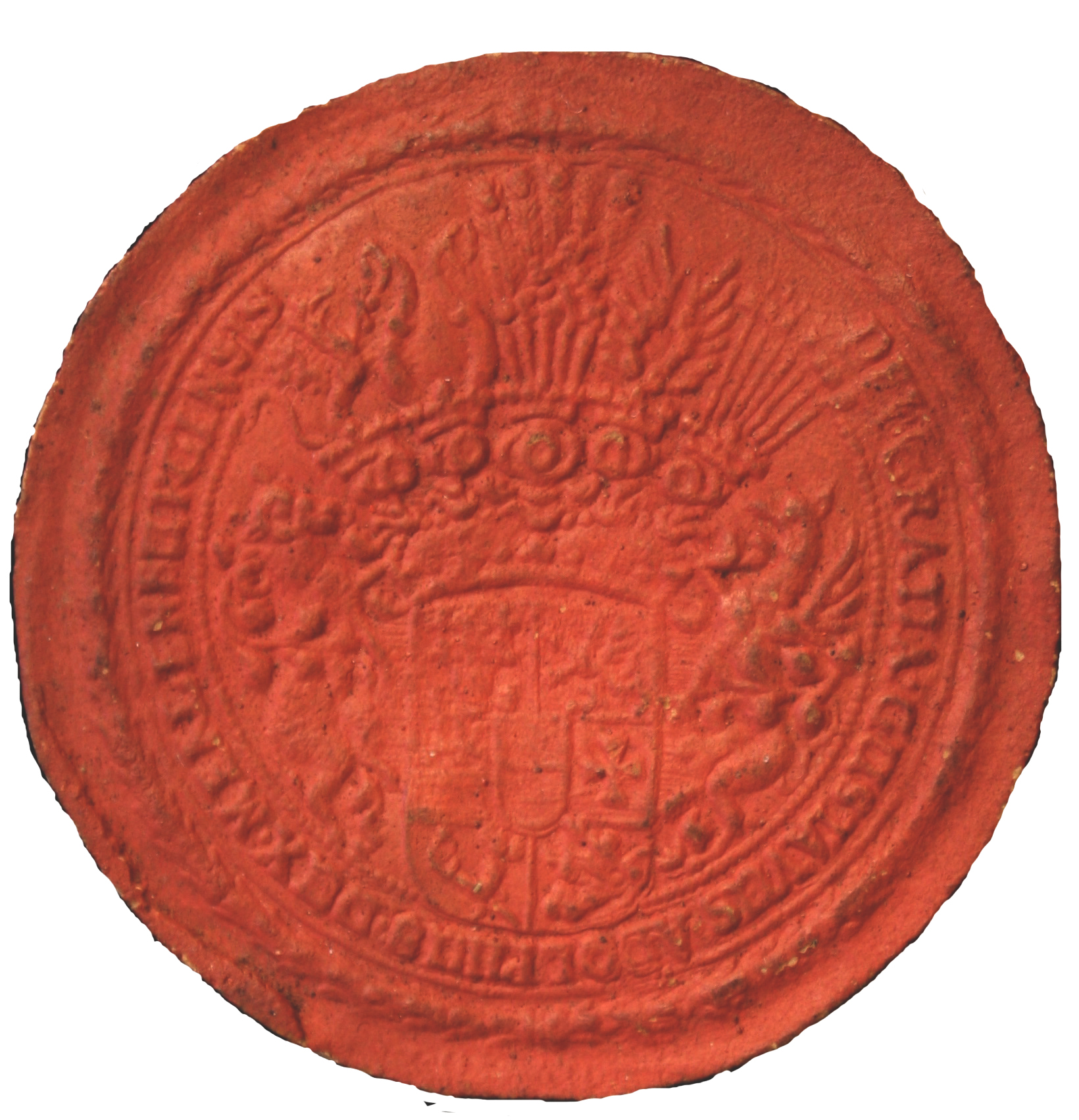
Siegel des Herzogs von 1672

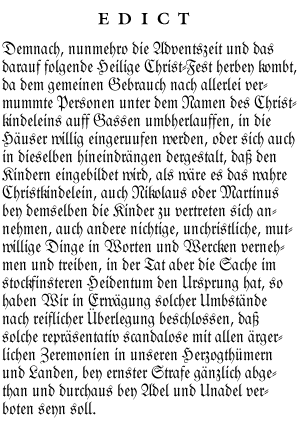
Edikt des Herzogs gegen Weihnachtsbräuche von 1682

Gustav Adolf, Herzog zu Mecklenburg [-Güstrow] (* 26. Februar 1633 in Güstrow; † 6. Oktober 1695 ebenda), war regierender Herzog zu Mecklenburg im Landesteil Mecklenburg-Güstrow und Sohn von Johann Albrecht II. und seiner dritten Gemahlin Eleonore Marie von Anhalt-Bernburg.

## Leben
Als sein Vater 1636 starb, beanspruchte sein Onkel Adolf Friedrich I. die Vormundschaft und das Herzogtum. Daraufhin brach zwischen seiner Mutter und ihrem Schwager eine erbitterte Auseinandersetzung über die vormundschaftliche Regentschaft aus.
Gustav Adolf war von 1636 bis 1648 Administrator des Bistums Ratzeburg.
Am 2. Mai 1654 wurde Gustav Adolf vom Kaiser für mündig erklärt und übernahm bis zu seinem Tode 1695 die Regentschaft im (Teil-)Herzogtum Güstrow. Mit ihm erlosch die Linie Güstrow der mecklenburgischen Dynastie.
Nach dem Ende des Dreißigjährigen Krieges führte Gustav Adolf 1661 eine Volkszählung durch. 1662 erlässt er eine Verordnung zur Ausrottung der Wölfe zur Reduktion der im Dreißigjährigen Krieg stark gestiegenen Bestände. 1671 erlässt er eine Verordnung zu einer umfassenden Schulreform. In den fünfzehn Kreisen werden den Superintendenten Präpositen zur Seite gestellt, die für die Verbesserung des Schulwesens verantwortlich sind. Sie werden beauftragt, Schulen einzurichten, Dörfer für eine Schule zusammenzulegen, geeignete Lehrkräfte einzustellen und festzustellen, wie viel Schulgeld jeder zahlen könne bzw. wie viel Zuschüsse nötig seien. Die Schulmeister erhalten methodische Anweisungen und müssen Schultabellen über Schülerzahl, Schulbesuch und Leistungen führen. 1684 ordnet er die Schulpflicht ab dem sechsten Lebensjahr an.
1676 erließ Gustav Adolf eine Feuerordnung. Jeder Einwohner wurde angewiesen, vorsichtig mit Licht und offenem Feuer umzugehen. Das Brauen in den Häusern wurde verboten.
1682 ordnete Gustav Adolf an, alle Zauberbücher abzuliefern, um sie verbrennen zu lassen. Statt Quacksalberei wurden kostenlose Medikamente für Mensch und Vieh angeboten. Durch die Einrichtung eines Hexen-Sondergerichts sollten Hexenprozesse in geordnete Bahnen gelenkt werden, um die bei den lokalen Gerichten unter Folter erpressten Geständnisse und Denunziationen auszuschließen. Im gleichen Jahr untersagte der Herzog die damals populären Umgänge des Christkinds. Dieses wurde dabei teilweise begleitet von Knecht Ruprecht, mit einer Kette umgürtet, einem Sack auf dem Rücken und einer Rute in der Hand.
Unter dem Gesellschaftsnamen Der Gefällige wurde er als Mitglied in die Fruchtbringende Gesellschaft aufgenommen.

## Werk
Gustav Adolf schrieb selbst geistliche Lieder, die Aufnahme in die evangelischen Kirchengesangbücher fanden. Die 1866 bis 1868 in Stuttgart von Eduard Emil Koch herausgegebene Geschichte des Kirchenlieds und Kirchengesangs verzeichnet acht Lieder von ihm.

## Nachkommen
Am 28. Dezember 1654 heiratet er Magdalena Sibylla (* 1631, † 1719), Tochter von Friedrich III. von Schleswig-Holstein-Gottorf. Zusammen hatten sie elf Kinder, aber keinen männlichen Erben. Das führt zu einem Nachfolgestreit der mit dem Hamburger Vergleich von 1701 beigelegt wurde und Mecklenburg im inneren neu formierte.
- Johann (2. Dezember 1655–6. Februar 1660)
- Eleonore (1. Juni 1657–24. Februar 1672)
- Maria (19. Juni 1659–6. Januar 1701) ⚭ 23. September 1684  Adolf Friedrich II., seit 8. März 1701 (regierender) Herzog zu  Mecklenburg [-Strelitz][2]
- Magdalene (5. Juli 1660–19. Februar 1702)
- Sophie (21. Juni 1662–1. Juni 1738) ⚭ 6. Dezember 1700 Christian Ulrich I. von Württemberg-Oels-Bernstadt
- Christine (14. August 1663–3. August 1749) ⚭ 4. Mai 1683 Ludwig Christian Graf zu Stolberg-Gedern
- Karl (18. November 1664–15. März 1688) ⚭  10. August 1687 Maria Amalia von Brandenburg, Tochter von Friedrich Wilhelm von Brandenburg
- Hedwig Eleonore  (12. Januar 1666–9. August 1735) ⚭ 1. Dezember 1686 August von Sachsen-Merseburg-Zörbig
- Luisa (28. August 1667–15. März 1721) ⚭ 5. Dezember 1696 Friedrich IV. von Dänemark und Norwegen
- Elisabeth (3. September 1668–25. August 1738) ⚭ 29. März 1692  Heinrich von Sachsen-Merseburg-Spremberg
- Auguste (27. Dezember 1674–9. Mai 1756)

## Werke
- Geistliche Reimgedichte, deren Hundert Heroische und Hundert Gesänge. Nebst einem Anhange von allerhand Teutsch: und Lateinischen Geistlichen Betrachtungen., Güstrow 1699[3]